# 11361 Orbinskij
11361 Orbinskij è un asteroide della fascia principale. Scoperto nel 1998, presenta un'orbita caratterizzata da un semiasse maggiore pari a 2,4439168 UA e da un'eccentricità di 0,1861827, inclinata di 6,09916° rispetto all'eclittica.